# فيليب جورج (دي جيه)
فيليب جورج (بالإنجليزية: Philip George)‏ هو منتج أسطوانات ودي جيه بريطاني، ولد في 13 يونيو 1993 في نوتنغهام في المملكة المتحدة.

## وصلات خارجية
- فيليب جورج على موقع ميوزك برينز (الإنجليزية)
- فيليب جورج على موقع ديسكوغز (الإنجليزية)